# هاري بالمر
هاري بالمر (بالإنجليزية: Harry Palmer)‏  (و. 1930 –  م) هو مصور، من كندا، ولد في كالغاري.